# Perdita obispoensis
Perdita obispoensis är en biart som beskrevs av Timberlake 1958. Perdita obispoensis ingår i släktet Perdita och familjen grävbin. Inga underarter finns listade i Catalogue of Life.